# Американец (фильм, 2010)
«Американец» (англ. The American) — драматический фильм 2010 года. Режиссёр Антон Корбейн, в ролях Джордж Клуни, Текла Рётен, Мария Виоланте Плачидо, Ирина Бьёрклунд и Паоло Боначелли.
Фильм снят по мотивам романа 1990 года A Very Private Gentleman Мартина Бута. Премьера фильма состоялась 1 сентября 2010 года, трейлер был выпущен 3 мая 2010 года.

## Сюжет
Джек (Джордж Клуни), профессиональный наёмный убийца, отдыхает со своей возлюбленной Ингрид (Ирина Бьёрклунд) в уединённом месте в Швеции в домике в лесу. В один из дней они решают прогуляться неподалёку вдоль замёрзшего озера. Во время прогулки Джек замечает отпечатки следов на снегу и быстро тянет Ингрид в укрытие за валуны, внезапно кто-то начинает по ним стрелять. Джек вступает в перестрелку, убивает стрелка и начинает его обыскивать. Понимая, что навести убийц на это место могла только его подруга он требует чтобы Ингрид вернулась в домик и вызвала полицию и когда та проходит мимо него — убивает её выстрелом в голову. У дороги он убивает второго убийцу, после чего бежит в Рим.
В Риме он встречается со своим «шефом» Павлом (Йохан Лейсен). Тот говорит, что оставаться в Риме Джеку небезопасно, и приказывает ему «залечь на дно» в маленьком итальянском городке Кастельвеккьо. Джек отправляется в указанный городок, но по пути решает запутать следы, выбрасывает переданный ему Павлом сотовый телефон и под видом фотографа Эдварда скрывается в Кастель-дель-Монте — городке в горной местности Абруццо в средней части Италии. Там он знакомится с местным священником — отцом Бенедетто (Паоло Боначелли), который в процессе общения с Джеком-Эдвардом начинает подозревать, что он не тот, за кого себя выдаёт, и пытается проникнуть в его тайну. Там же в городке Джек знакомится в борделе с проституткой Кларой (Мария Виоланте Плачидо), которая зовёт Джека-Эдварда «сеньором-мотыльком» за татуировку на спине в виде мотылька.
Спустя некоторое время Джек выходит на связь с Павлом, и тот сообщает ему, что у него есть для Джека «заказ», причём Джеку даже не нужно стрелять самому, необходимо только собрать для «заказчика» требуемое оружие. Матильда (Текла Рётен), женщина, сделавшая «заказ» через Павла, встречается с Джеком в кафе и оговаривает с ним детали «заказа» — специальной винтовки с особым глушителем. Джек собирает для неё требуемое оружие, получая материалы и детали для сборки ствола и глушителя под видом принадлежностей для фотографии. Матильда повторно встречается с Джеком, и они вместе проверяют изготовленное им оружие. Матильда очень довольна глушителем, но просит немного доработать прицел, кроме того, ей нужны особые патроны.
Тем временем Джек начинает подозревать, что за ним следят, он замечает подозрительную машину и человека в ней. Чутьё его не обманывает, его пытаются убить, но в итоге убийца погибает сам. Отношения Джека и Клары постепенно перерастают в нечто большее, чем просто отношения проститутки и клиента. Клара, влюбившись в Джека, зовёт его на свидание. На свидании Джек обнаруживает в её сумочке пистолет и решает, что Клара подослана и собирается его убить по заказу недоброжелателей.
Джек и Клара собираются отправиться на пикник в живописное уединённое место на берегу реки. Джек считает, что Клара непременно попытается воспользоваться этим случаем, чтобы убить его, и сам планирует убить Клару. Но во время пикника выясняется, что пистолет ей необходим для самозащиты от неуравновешенных клиентов (так как за последнее время в окрестностях было убито несколько проституток). Клара просит Джека остаться с ней навсегда или забрать её с собой. Джек молчит, он помнит предупреждение Павла: «Самое главное — не заводи друзей, Джек».
Джек звонит Павлу и сообщает, что это последний «заказ», он уходит. Павел с удивительной лёгкостью «отпускает» его. Джеку это кажется подозрительным.
На следующий день Джек должен передать оружие «заказчику». В самый последний момент он переделывает затвор винтовки. 
В кафе у дороги[где?] Джек передаёт Матильде кейс с винтовкой и патроны в коробке из под конфет и получает гонорар, при этом он понимает, что Матильда получила заказ на его убийство. Внезапное появление шумной детской кампании прерывает их разговор. На прощание Матильда говорит «прощайте мистер мотылёк» (так называла его только Клара). Джек уезжает в Кастель-дель-Монте, где в этот день проходит городской праздник — церковная процессия. Матильда следует за ним на машине.
Джек отправляется на праздник, где его находит Клара. Он предлагает ей уехать из города вместе, на что Клара с радостью соглашается. Матильда наблюдает за Джеком и Кларой через оптический прицел с крыши местной церквушки и, выбрав удобный момент, нажимает на спусковой крючок. Однако вместо выстрела затвор винтовки разрывается, в результате чего Матильда получает смертельные ранения. Джек отдаёт полученный гонорар Кларе и просит ждать его у реки на месте их пикника, а сам бросается к умирающей Матильде, которая признаётся, что работала на Павла. Джек идёт к своей машине, по пути его преследует Павел. Джек убивает Павла.
По дороге к Кларе Джек замечает что ранен, ему становится всё хуже от потери крови, он с трудом доезжает до условленного места. Там его уже ждёт Клара, но уткнувшись в дерево у реки, автомобиль застывает. Джек падает на руль, раздаётся вой клаксона. Камера поднимается над Кларой и автомобилем, показывая кроны деревьев и порхающего мотылька, устремившегося в небо.

## В ролях
- Джордж Клуни — Джек
- Мария Виоланте Плачидо — Клара
- Текла Рётен — Матильда
- Паоло Боначелли — Бенедикт
- Ирина Бьёрклунд — Ингрид
- Йохан Лейсен — Павел

Действие фильма происходит в Кастель-дель-Монте, Риме, Сульмоне (все Италия), а также в Эстерсунде (Швеция).
Музыка к фильму написана немецким рок-музыкантом, композитором Хербертом Грёнемайером, давним другом Антона Корбейна.
Первый официальный постер был выпущен 17 июня 2010 года, второй официальный трейлер был представлен 19 июня и показан перед фильмами «Джона Хекс» и «Начало».

## Критика
Фильм «Американец» получил в общем положительные оценки критиков и имеет рейтинг 64 % на сайте Rotten Tomatoes. Консенсусное мнение экспертов сайта о фильме: «В равной степени демонстрируя прекрасную кинематографию и эмоциональную сухость, „Американец“ представляет собой необычайно противоречивый шпионский триллер, который во многом завязан на необычайно сдержанной актёрской игре Джорджа Клуни».
Роджер Эберт дал фильму максимальную оценку четыре звезды, отметив:

Вся драматургия этого фильма заключена в двух словах «Мистер Мотылёк». Нужно быть очень внимательным, чтобы отметить, что однажды, и только однажды, эти слова произносятся не тем человеком. Они являются тем стержнем, вокруг которого закручиваются все отношения в фильме. Я ощутил эмоциональный подъём, осознав это. Так редко удаётся посмотреть фильм, который был бы так же тщательно сконструирован, так же терпеливо собран, как оружие, так что, когда слышишь определённое слово, оно пронзает как молния. В фильме уровнем ниже был бы сделан акцент с помощью резкого аккорда, подчёркнутого внезапным наездом камеры или крупным планом шокированного лица. «Американец» слишком крут, чтобы опускаться до этого уровня. Слишком созерцателен в смысле дзэн, если хотите".Оригинальный текст (англ.)The entire drama of this film rests on two words, "Mr. Butterfly." We must be vigilant to realize that once, and only once, they are spoken by the wrong person. They cause the entire film and all of its relationships to rotate. I felt exaltation at this detail. It is so rare to see a film this carefully crafted, this patiently assembled like a weapon, that when the word comes it strikes like a clap of thunder. A lesser film would have underscored it with a shock chord, punctuated it with a sudden zoom, or cut to a shocked close up. "The American" is too cool to do that. Too Zen, if you will.